# Catolicisme

Majestat Batlló (anònim,), imatge en fusta policromada del conservada al MNAC.

El terme catolicisme usualment es refereix a la doctrina o la fe de l'Església Catòlica, la qual comprèn totes aquelles esglésies cristianes que estan en comunió amb el Papa de Roma, i que accepten la seva autoritat en matèries de fe i de moral. Actualment, es divideix en les següents:
- L'Església Catòlica Romana, que segueix el ritu llatí.
- L'Església Catòlica d'Orient o Església Uniata, que segueix el ritu d'Orient.

Cal dir que hi ha esglésies que no accepten l'autoritat del Papa, però que es consideren catòliques i utilitzen aquest nom.
El terme "catòlic" prové de l'adjectiu grec καθολικός-ή-όν (katholikos), que vol dir "general" o "universal". Aquest adjectiu va ser utilitzat per primera vegada per Ignasi, bisbe d'Antioquia el 107 dC per referir-se a l'església cristiana no dividida (aleshores) en una epístola als cristians d'Esmirna. El primer concili ecumènic de Nicea va confirmar aquest adjectiu per descriure l'església cristiana universal fundada pels apòstols de Jesucrist. Després del Gran Cisma d'Orient, l'adjectiu es relaciona amb l'Església Catòlica Romana, encara que l'Església Ortodoxa i algunes esglésies protestants també es consideren "catòliques", en el sentit original de la paraula, "universal".
De manera més específica, el terme es refereix només a l'Església catòlica, composta per 23 esglésies sui iuris que es troben en completa comunió amb el Papa i que en conjunt reuneixen més de mil milions de fidels (una sisena part de la població mundial i més de la meitat de tots els fidels cristians). El principal tret distintiu de l'Església catòlica és el reconeixement de l'autoritat i primacia del papa, bisbe de Roma. L'Església catòlica reconeix el papa com el seu líder universal, però les diferents Esglésies "catòliques" tenen com a cap altres figures i no reconeixen l'autoritat papal. Alguns exemples són l'Església Ortodoxa, que reconeix el patriarca de Constantinoble, i la Comunió Anglicana, que té com a cap el monarca britànic. Però hi ha diverses esglésies que comparteixen també l'adjectiu qualificatiu de «catòliques», com l'Església Ortodoxa i les Esglésies ortodoxes orientals, l'Església Assíria Oriental i les Esglésies que constitueixen la Comunió Anglicana. És important destacar que aquestes Esglésies, encara anomenades catòliques, són denominacions completament independents de l'Església catòlica de Roma, cada una havent seguit un pas evolutiu diferent, i amb dogmes i creences diferents dels de l'Església de Roma.

## Història del catolicisme

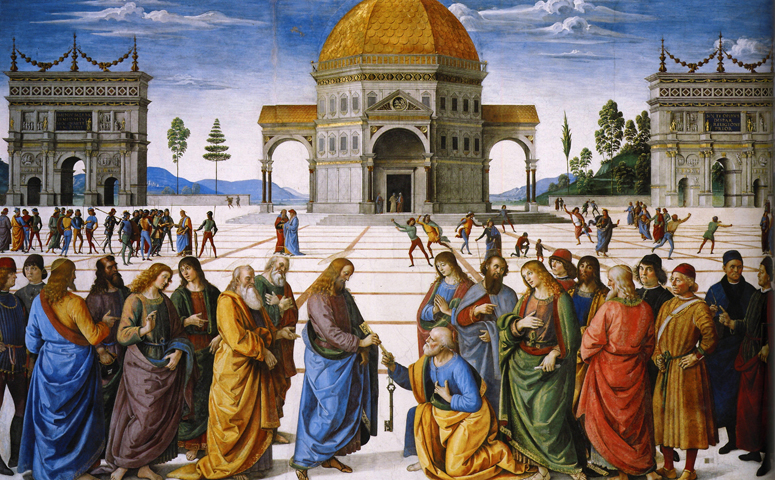
Fresc (1481-1482) de Pietro Perugino a la Capella Sixtina, mostrant a Jesús donant les claus del cel a Sant Pere.

El nom d'església catòlica (o catolicisme) s'ha fet servir per fer referència a l'"Església Universal" des de començaments del segle ii, car consta l'ús del terme per primer cop a les cartes d'Ignasi d'Antioquia, qui, segons Joan Crisòstom, havia estat ordenat pel mateix Pere.
En diverses situacions durant els tres primers segles del cristianisme el bisbe de Roma, considerat el successor de l'apòstol Pere, intervenia en les comunitats per ajudar a resoldre conflictes, com per exemple els papes Climent I, Víctor I i Calixt I. Als primers tres segles de la història, l'Església s'organitzava en tres patriarques, els bisbes d'Antioquia, amb jurisdicció sobre Síria, i més endavant sobre l'Àsia Menor i Grècia; Alexandria de la jurisdicció d'Egipte, i Roma de la jurisdicció d'Occident. A continuació els bisbes de Constantinoble i Jerusalem s'afegiren als patriarques per raons administratives. El Primer Concili de Nicea, l'any 325, considerà el bisbe de Roma com el primus (primer) entre els patriarques, i l'establiren així en els seus quarts, cinquens i sisens cànons, "seguint la tradició antiga", tot i que molts interpreten aquest títol com el primus inter pares (primer entre iguals). Es considerà també que el patriarca de Roma posseïa una autoritat especial a causa de la seva relació amb Sant Pere, que havia mort i havia estat enterrat a Roma.
Segons la doctrina catòlica, l'Església va ser fundada per Jesús. "La raó fonamental per a ser catòlic és el fet històric que l'Església Catòlica va ser fundada per Crist, va ser la invenció de Déu, no de l'home... Com el Pare li va donar autoritat a Crist, Crist va transmetre als seus apòstols, i va passar als successors que designi com a bisbes. El Nou Testament registra el seu nomenament dels dotze apòstols i donar-los autoritat per continuar el seu treball. Un d'ells, Simó Pere, es va fer al seu cap quan Jesús va proclamar "sobre aquesta roca edificaré la meva església... Jo et donaré les claus del Regne del Cel...". En el punt de vista catòlic, la vinguda de l'Esperit Sant sobre els apòstols en un esdeveniment conegut com a Pentecosta va marcar el començament de l'Església i tots els bisbes degudament consagrat des de llavors són considerats els successors dels apòstols. La narració tradicional llocs de Pere a Roma, on va fundar una església i va servir com el primer bisbe de la Seu de Roma, més tard Linus consagrar com el seu successor, començant així la línia dels Papes.
Els elements d'aquest relat tradicional d'acord amb l'evidència històrica supervivent que inclou els escrits de Pau de Tars, diversos primers Pares de l'Església (entre ells el papa Climent I), i algunes evidències arqueològiques. El consens dels experts general és que el relat de Mateu de Jesús posada en marxa de Pere és l'únic autèntic. Alguns historiadors afirmen que el cristianisme de l'Església Catòlica es remunta a la consagració de Jesús de Pere, alguns que Jesús no va fundar una església en la seva vida, però ofereix un marc de creences, mentre que altres no fan un judici sobre si l'Església va ser fundada per Jesús, sinó d'acord amb l'opinió tradicional que el papat es va originar amb Pere. Aquests afirmen que Roma no hi pot haver tingut un bisbe fins després de l'edat apostòlica i suggerir l'oficina papal pot haver estat sobreposat per la narració tradicional a l'Església primitiva, encara que alguns reconeixen que l'oficina papal efectivament havia sorgit per la Dècada del 150.
L'Església creu que la seva missió es basa en el mandat de Jesús als seus seguidors per propagar la fe en tot el món: "Per tant, aneu i feu deixebles a totes les nacions, batejant-los en el nom del Pare i del Fill i de l'Esperit Sant, ensenyant-los a observar tot el que jo us he manat, i heus aquí jo estic amb vosaltres cada dia fins a la fi de l'època." El Papa Benet XVI resumeix aquesta missió com una triple responsabilitat de proclamar la paraula de Déu, celebrar els sagraments i l'exercici de la caritat. Com a part del seu ministeri de la caritat, l'Església dirigeix els organismes de tot el món, com ara Caritas Internationalis, les subsidiàries nacionals inclouen CAFOD i Catholic Relief Services. Altres institucions inclouen escoles catòliques, les universitats catòliques, Caridades Catòliques, la Societat de Sant Vicenç de Paül, Trobada Matrimonial, hospitals, orfenats, asils d'ancians, albergs per indigents, així com els ministeris als pobres, les famílies, els ancians, les víctimes de la SIDA, i embarassades i dones maltractades.

## Església Catòlica Apostòlica Romana

Percentatge de la població catòlica.

L'Església Catòlica Apostòlica Romana s'estén principalment a països d'Europa del sud-oest, de l'Europa Central, de l'Amèrica Llatina, de l'Àfrica central i a les Filipines.
És l'Església Cristiana amb més extensió i la més antiga de les confessions cristianes, de la qual deriven altres esglésies autodenominades catòliques. El seu centre actual és la Ciutat del Vaticà, a Roma, on habita el Papa, considerat pels catòlics romans com el cap del col·legi dels bisbes, successor de Sant Pere, Vicari de Crist i Pastor de l'Església. La seu papal es traslladà a Avinyó (França) durant un breu període de l'edat mitjana.

### Característiques

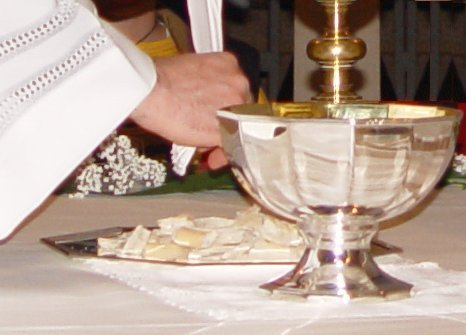
L'Eucaristia.

L'església Catòlica es veu a si mateixa i es proclama com la congregació de tots els que creuen en Crist, dins de la qual els hòmens podem recórrer el camí espiritual cap a Déu vivint l'amor recíproc i per mitjà de l'administració dels sagraments (baptisme, eucaristia, confirmació, penitència, Matrimoni canònic, ordenació sacerdotal i unció dels malalts), a través dels quals Déu atorga la gràcia al creient.
L'Església Catòlica considera que té encomanada la missió d'elaborar, impartir i propagar l'ensenyament cristià, així com la de tenir cura de la unitat dels fidels. Cal també disposar la gràcia dels sagraments als seus fidels per mitjà del ministeri dels seus sacerdots. A més, l'Església Catòlica es manifesta com una estructura piramidal, en la qual ha de vetllar per mantenir la unitat de tots els fidels i la seva obediència a la doctrina oficial. L'autoritat per ensenyar o Magisteri de l'Església basa els seus ensenyaments tant en les Sagrades Escriptures com en la Sagrada Tradició.
L'Església Catòlica es considera a si mateixa com l'església fundada originalment per Jesús amb els Apòstols, entre els que Simó Pere, va ocupar el càrrec d'apòstol major. L'Església també considera que els seus bisbes, a través de la successió apostòlica, es consagren com els successors d'aquests apòstols, i que el bisbe de Roma, com a successor de Pere, té una primacia en la jurisdicció universal i l'atenció pastoral. Alguns historiadors del cristianisme recolzen aquesta opinió, mentre que altres no n'estan d'acord.
Les doctrines de l'Església han estat definides a través de diversos concilis ecumènics, seguint l'exemple dels primers apòstols en el Concili de Jerusalem. Sobre la base de les promeses fetes per Jesús als seus apòstols, que es descriu en els Evangelis, l'Església creu que és guiada per l'Esperit Sant i així protegits de caure en l'error doctrinal.
Les creences catòliques es basen en el dipòsit de la fe (que conté tant la Santa Bíblia i la Sagrada Tradició) heretat de l'època dels Apòstols, que són interpretats pel magisteri de l'Església. Aquestes creences es resumeixen en el Credo de Nicea i formalment es detalla en el Catecisme de l'Església Catòlica. Formal culte catòlic es denomina la litúrgia. L'Eucaristia és el centre del culte catòlic. És un dels Set Sagraments que marquen les etapes clau en la vida dels creients.
Encara que l'Església sosté que és "una, santa, catòlica i apostòlica", fundada per Jesús i en la qual es troba la plenitud dels mitjans de salvació, també reconeix que l'Esperit Sant pot fer ús d'altres comunitats cristianes per portar a la gent a la salvació. Es creu que és cridat per l'Esperit Sant per treballar per la unitat entre tots els cristians, un moviment conegut com l'ecumenisme. Enfront de les qüestions modernes de l'Església són el laïcisme, l'avortament, l'eutanàsia, el control de la natalitat, i l'ètica sexual.

### Atributs de l'Església Catòlica
D'acord amb el catecisme de l'Església Catòlica, aquesta és Una, Santa, Catòlica i Apostòlica. Aquests quatre atributs, inseparablement units entre si, indiquen trets essencials de l'Església i de la seva missió.
Els catòlics professen la seva fe en els quatre atributs de l'Església Catòlica a través del Credo dels Apòstols i del Credo de Nicea-Constantinoble, i per això els tenen com a article o dogma de fe. Els quatre atributs de l'Església Catòlica són:
- Unitat: L'Església és una a causa del seu origen, Déu mateix. Déu és un. És una causa del seu fundador, Crist. L'apòstol Sant Pau, en la seva Primera Carta als Corintis, fa referència a l'Església com a Cos de Crist. "Les parts del cos són moltes, però el cos és un; per moltes que siguin les parts, totes formen un sol cos".[51] En una altra carta, també Pau ensenya sobre aquest atribut: mantinguin entre vostès llaços de pau i romanguin units en el mateix esperit. Un sol cos i un mateix esperit, perquè vostès han estat cridats a una mateixa vocació i una mateixa esperança. Un sol Senyor, una sola fe, un sol baptisme, un sol Déu i Pare de tots, que està per damunt de tots, que actua per tots i està en tots. (Ef. 4, 3-6). Crist mateix ensenya i prega per aquesta unitat característica de l'Església fundada per Ell: Que tots siguin un, com tu, Pare, aquestes en mi i jo en tu. Que ells també siguin un en nosaltres, perquè el món cregui que tu m'has enviat.[52]
- Santedat: l'Església Catòlica, malgrat els errors i faltes de cadascun dels creients que encara peregrinen a la Terra, és en si mateixa santa doncs Sant és el seu fundador i sants són les seves finalitats i objectius. Així mateix, és santa mitjançant els seus fidels, ja que ells realitzen una acció santificadora. En l'Església Catòlica és qui conté la plenitud total dels mitjans de salvació, i on s'aconsegueix la Santedat per la gràcia de Déu. És Santa perquè els seus membres estan cridats a ser sants.
- Catòlica: amb el significat de "universal" l'Església Catòlica és catòlica quan busca anunciar la Bona Nova i rebre en el seu si a tots els éssers humans, de tot temps i en tot lloc; onsevulla que es trobi un dels seus membres, allà està present l'Església Catòlica. I també, com ho assenyala el Catecisme de l'Església Catòlica, és catòlica perquè Crist és present en ella, el que implica que l'Església Catòlica rep d'Ell la plenitud dels mitjans de salvació.
- Apostòlica: l'Església Catòlica va ser fundada per Crist sobre el fonament de Pere, Cap dels Apòstols, i constituint en autoritat i poder a tot el Col·legi Apostòlic; asseguren que Pere i els altres Apòstols tenen en el Papa i dels Bisbes als seus successors, que exerceixen la mateixa autoritat i el mateix poder que en el seu dia van exercir els primers, provinent directament de Crist. També és apostòlica perquè guarda i transmet els ensenyaments sentits als apòstols.

Aquests atributs es troben en totes les Esglésies particulars que engloba l'Església catòlica, que són les Esglésies particulars de l'Església catòlica Romana (Ritu Llatí) i les Esglésies Rituals autònomes (Ritus Orientals); totes elles tenen en comú els esmentats atributs o característiques essencials i l'autoritat suprema del Papa com vicari de Crist a la Terra.
Per tant, l'Església catòlica es considera a si mateixa com a hereva de la tradició i la doctrina de l'església primitiva fundada per Jesucrist.

### Dogmes de Fe
Els dogmes catòlics són les creences essencials que identifiquen i defineixen el credo catòlic enfront d'altres confessions cristianes, si bé algunes d'aquestes creences són comunes a altres denominacions cristianes (Encarnació, Trinitat). Per a un catòlic el dogma és una veritat revelada per Déu i proposada per l'Església per la creença indubtable dels fidels.
Els dogmes catòlics es basen en la Bíblia i en la Tradició Apostòlica. Així com els hebreus tenien la seva tradició (que va ser la base de gran part dels llibres de l'Antic Testament), els catòlics creuen en la tradició apostòlica transmesa de generació en generació de forma escrita i oral.
Alguns dogmes essencials del catolicisme són:
- La Trinitat de Déu, segons la qual hi ha tres persones divines, no tres déus: el Pare, el Fill i l'Esperit Sant, que formen un únic Déu.
- L'Eucaristia: el pa i el vi transformats en el Cos i la Sang de Crist.
- La Immaculada Concepció, que sosté la creença que Maria, mare de Jesús, a diferència de tots els altres éssers humans, no va ser aconseguida pel pecat original sinó que, des del primer instant de la seva concepció, és a dir, del seu ésser personal, va estar lliure de tot pecat.
- La Maternitat Divina (la Verge és la mare de Déu).

### Sagraments
Els catòlics reconeixen set sagraments, els quals creuen que van ser instituïts pel mateix Jesucrist:

#### Sagraments d'iniciació cristiana

##### Baptisme
Nominalment, la paraula batejar significa "submergir", "introduir dins de l'aigua", la immersió en l'aigua simbolitza l'acte de sepultar el catecumen en la mort de Crist d'on surt per la resurrecció amb El (cf. Rm. 6, 3 -4; Col 2, 12) com a nova criatura (2 Co 5, 17; Ga. 6, 15) (Catecisme n. 1214).
Entre els sagraments, ocupa el primer lloc perquè és el fonament de tota la vida cristiana, el pòrtic de la vida en l'esperit i la porta que obre l'accés als altres sagraments. Segons el catecisme (n. 1213), pel Baptisme els cristians són alliberats del pecat i regenerats com a fills de Déu, arriben a ser membres de Crist i són incorporats a l'Església i fets partícips de la seva missió.
- Sant Pau l'anomena bany de regeneració i renovació de l'Esperit Sant (Tit. 3, 5);
- Sant Lleó compara la regeneració del baptisme amb el si virginal de Maria;
- Sant Tomàs, assemblant la vida espiritual amb la vida corporal, veu en el baptisme el naixement a la vida sobrenatural.

##### Comunió
La Sagrada Eucaristia culmina la iniciació cristiana. Els que han estat elevats a la dignitat del sacerdoci real pel Baptisme i configurats més profundament amb Crist per la Confirmació participen per mitjà de l'Eucaristia amb tota la comunitat en el sacrifici mateix del Senyor.
Cal esmentar que, per al catolicisme romà, l'Eucaristia no representa un símbol sinó que és Jesucrist mateix amb el seu cos, sang, ànima i divinitat presents en l'Eucaristia. A causa d'això és anomenat El Santíssim Sagrament.

##### Confirmació
Amb el Baptisme i l'Eucaristia, el sagrament de la Confirmació constitueix el conjunt dels "sagraments de la iniciació cristiana", la unitat ha de ser salvaguardada. Cal, doncs, explicar als fidels que la recepció d'aquest sagrament és necessària per a la plenitud de la gràcia baptismal (cf. OCF, Praenotanda 1). En efecte, als batejats "el sagrament de la confirmació els uneix més íntimament a l'Església i els enriqueix amb una fortalesa especial de l'Esperit Sant. D'aquesta manera es comprometen molt més, com autèntics testimonis de Crist, a estendre i defensar la fe amb les seves paraules i les seves obres "(LG 11; cf OCF, Praenotanda 2)

#### Sagraments de curació

##### Penitència, anomenat també confessió o reconciliació
D'acord amb el catecisme de l'Església catòlica: 
- Se li denomina sagrament de conversió perquè realitza sacramentalment la crida de Jesús a la conversió (cf. Mc 1,15), la volta al Pare (cf. Lc 15,18) del que l'home s'havia allunyat pel pecat.
- Es denomina sagrament de la Penitència perquè consagra un procés personal i eclesial de conversió, de penediment i de reparació per part del cristià pecador.
- És anomenat sagrament de la confessió perquè la declaració o manifestació, la confessió dels pecats davant el sacerdot, és un element essencial d'aquest sagrament. En un sentit profund aquest sagrament és també una "confessió", reconeixement i lloança de la santedat de Déu i de la seva misericòrdia envers l'home pecador.
- Se li anomena sagrament del perdó perquè, per l'absolució sacramental del prevere, Déu concedeix al penitent "el perdó i la pau" (OP, fórmula de l'absolució).
- Se li denomina sagrament de reconciliació perquè dona al pecador l'amor de Déu que reconcilia: "Deixeu-vos reconciliar amb Déu" (2 Co 5,20). Qui viu de l'amor misericordiós de Déu està aviat a respondre a la crida del Senyor: "Aneu primer a paus amb el teu germà" (Mt 5,24).[55]

##### Unció dels malalts(abans anomenadaextremunció)
Amb la sagrada unció dels malalts i amb l'oració dels preveres, tota l'Església encomana els malalts al Senyor sofrent i glorificat perquè els alleugi i els salvi. Fins i tot els anima a unir-se lliurement a la passió i mort de Crist, i contribuir, així, al bé del Poble de Déu "(LG 11).

#### Sagraments de servei a la comunitat

##### Matrimoni
"L'aliança matrimonial, per la qual l'home i la dona constitueixen entre si un consorci de tota la vida, ordenat per la seva índole natural al bé dels cònjuges i a la generació i educació dels infants, va ser elevada per Crist, el Senyor a la dignitat de sagrament entre batejats" (CIC, ca. 1.055,1)

##### Ordre Sagrat
L'ordre és el sagrament gràcies a com la missió que Crist confia als seus Apòstols segueix sent exercida en l'Església fins a la fi dels temps. És, doncs, el sagrament del ministeri apostòlic. Comprèn tres graus: l'episcopat, el presbiterat i el diaconat.

### Conceptes

#### Els manaments de Déu
Els deu manaments: segons el Catecisme de l'Església Catòlica, adaptats dels llibres d'Èxode (20, 2-17) i Deuteronomi (5, 6-21), són els següents: 
1. Estimaràs Déu sobre totes les coses.
2. No prendràs el nom del Déu en va.
3. Santificaràs El dia del Senyor.
4. Honraràs el teu pare i la teva mare.
5. No mataràs.
6. No cometràs actes impurs.
7. No robaràs.
8. No aixecaràs fals testimoni ni mentiràs.
9. No consentiràs pensaments ni desitjos impurs.
10. No cobejaràs els béns aliens.

Tots aquests es resumeixen en dues: Estimaràs Déu sobre totes les coses, i estimaràs el teu proïsme com a tu mateix.

#### Els cinc preceptes del Compendi del Catecisme de l'Església Catòlica
1. Celebrar l'eucaristia sencera tots els diumenges i festes de guardar.
2. Confessar els pecats mortals almenys un cop l'any, en perill de mort, i si s'ha de combregar.
3. Combregar almenys per Pasqua de Resurrecció.
4. Dejunar i abstenir-se de menjar carn quan ho mana l'Església.
5. Ajudar l'Església en les seves necessitats.

#### Les benaurances[59]
1. Feliços els pobres en l'esperit: d'ells és el Regne del cel.
2. Feliços els humils: ells posseiran la terra.
3. Feliços els qui ploren: Déu els consolarà.
4. Feliços els qui tenen fam i set de justícia, perquè ells seran sadollats.
5. Feliços els compassius: Déu se'n compadirà.
6. Feliços els nets de cor, perquè veuran Déu.
7. Feliços els pacificadors, Déu els anomenarà fills de Déu.
8. Feliços els perseguits pel fet de ser justs: d'ells és el Regne del cel. (Mt 05:10)
9. Feliços vosaltres quan us insultaran, us perseguiran i escamparan contra vosaltres tota mena de calúmnies per la meva causa. Alegreu-vos i ho celebreu perquè la vostra recompensa és gran en el cel.

#### Els set pecats capitals
- Supèrbia
- Avarícia
- Luxúria
- Ira
- Gola
- Enveja
- Mandra

Als pecats capitals s'oposen set virtuts: 
- Contra supèrbia, humilitat.
- Contra avarícia, generositat.
- Contra luxúria, castedat.
- Contra ira, paciència.
- Contra gola, temprança.
- Contra enveja, caritat;
- Contra mandra, diligència.

A més, es consideren les Virtuts Teologals i les Cardinals.

#### Virtuts del Catecisme de l'Església Catòlica, 1812-1829
- Fe
- Esperança
- Caritat o amor

#### Virtuts del Catecisme de l'Església Catòlica, 1805-1809
- Temprança
- Fortalesa
- Justícia
- Prudència

#### Pecats venials i Catecisme de l'Església Catòlica, 1854-1864
Amb base en l'anterior, el catecisme de l'Església Catòlica reconeix dos tipus de pecats: venials i mortals. Perquè un pecat sigui mortal (infracció greu que destrueix la caritat de l'home) calen tres condicions: És pecat mortal el que té com objecte una matèria greu (manca a un dels 10 manaments), que sigui comès amb ple coneixement (que la persona sàpiga que la falta és un pecat), i deliberat consentiment (que la persona sigui conscient del que fa i no ho faci sota pressió de persones o circumstàncies).
El pecat venial és una infracció lleu, que si bé no trenca la relació d'amistat de l'home amb Déu, com ho fa el pecat mortal, sí que deteriora aquesta relació, i disposa a l'home per caure en pecat mortal.

#### Actes bons i actes del Catecisme de l'Església Catòlica, 1755-1756
Segons el catecisme de l'Església catòlica i la moral cristiana en general, hi ha actes bons i actes dolents, on un acte moralment bo suposa al mateix temps la bondat de l'objecte, de la fi, i de les circumstàncies. Una finalitat dolenta corromp l'acció, encara que el seu objecte sigui de seu bo (per exemple: pregar i dejunar "perquè la gent us vegi").
En canvi, un acte dolent pot ser dolent sia perquè l'objecte de l'elecció sigui dolent (com blasfemar) o perquè la finalitat d'aquest acte és il·lícita. Independentment de les circumstàncies i de les intencions, són sempre greument il·lícits per raó del seu objecte, per exemple, la blasfèmia i el perjuri, l'homicidi i l'adulteri. No està permès fer el mal per obtenir un bé.

#### Dons de l'Esperit del Catecisme de l'Església Catòlica, 1830-1832
Són set: 
- Do de saviesa
- Do d'enteniment
- Do de consell
- Do de fortalesa
- Do de ciència
- Do de pietat
- Temor de Déu

## Crítiques

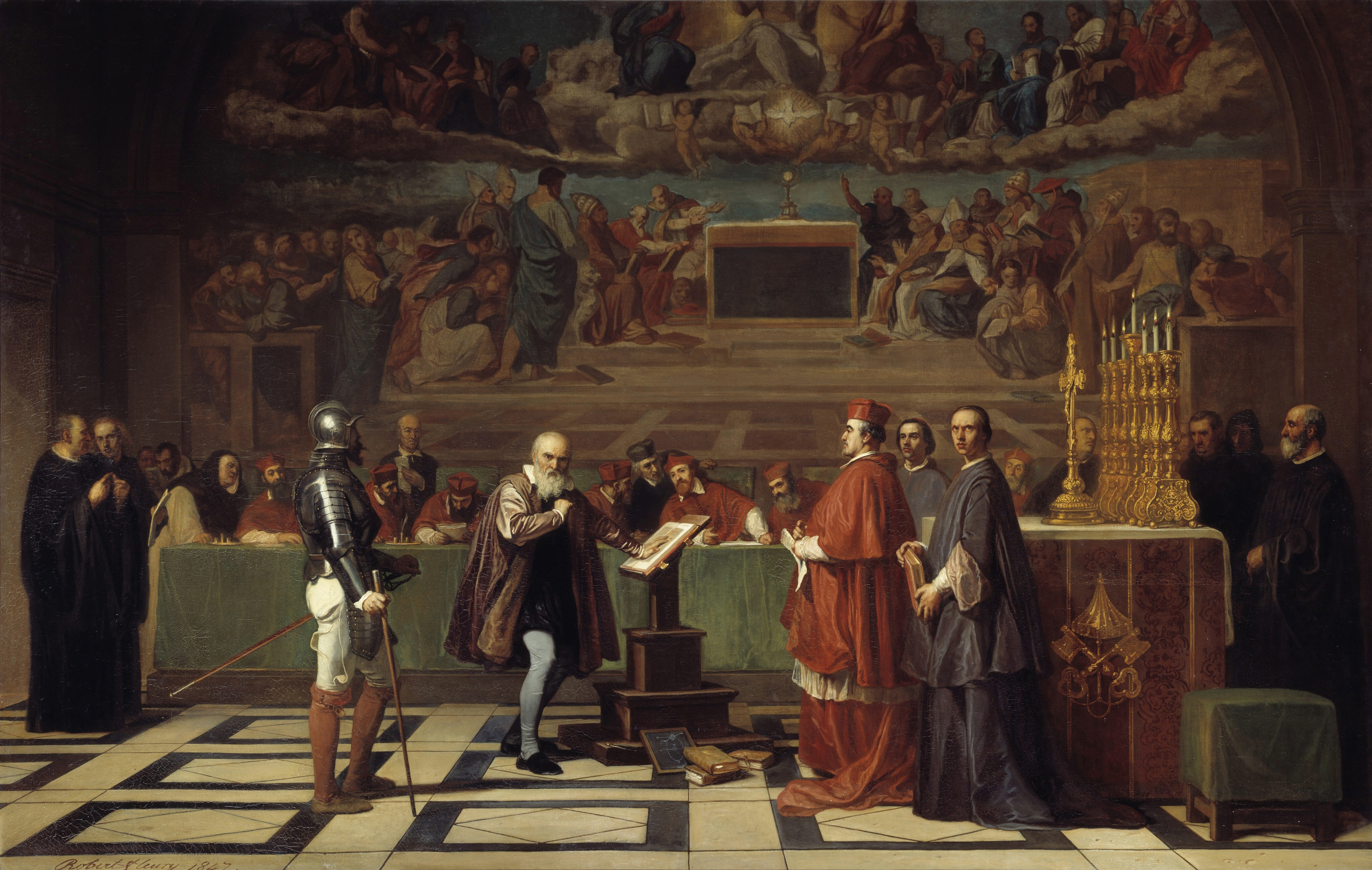
Galileu davant la inquisició

L'Església Catòlica ha rebut moltes crítiques al llarg de la seva història, des de dins com des de fora d'ella. Les crítiques es poden dividir en doctrinals i de pràctiques dels seus membres.
- Pràctiques dels seus membres entre elles cal esmentar les crítiques a la Santa Inquisició, tema que segons l'Església Catòlica d'Espanya, ha estat exagerat i falsificat. A aquest tipus pertany l'escàndol de casos d'abús sexual que han donat lloc a condemnes penals i civils en diversos països. També ha rebut crítiques pel suport actiu que alguns membres destacats de la jerarquia catòlica van donar a règims dictatorials (dictadures militars a Amèrica Llatina, règims feixistes a Espanya i Itàlia o la posició negacionista de certs clergues).
- Crítiques en matèria doctrinal: les crítiques pel que fa a la doctrina s'han basat moltes vegades en el fet que l'església catòlica exposa creences, doctrines i conceptes que alguns pensen no estan presents a la Bíblia. A més, es destaca la controvèrsia amb grups protestants al voltant d'alguns llibres bíblics, considerats apòcrifs pels protestants (Entre ells, el llibre de l'Eclesiàstic i Tobit) els quals es troben definits com a part del cànon original de la Bíblia (conegut com a Cànon Alexandrí o Cànon Catòlic), conformant la classificació dels llibres bíblics Deuterocanònics.

## Catolicisme liberal
El corrent que, durant el segle xix, es va denominar catolicisme liberal té arrels que es remunten diversos segles enrere. En aquest cas, a l'època del Renaixement, lligades a l'anomenat humanisme cristià, el principal exponent va ser Erasmus de Rotterdam, i en el cas espanyol, el grup d'intel·lectuals reunits entorn de la Universitat d'Alcalá de Henares, fundada pel cardenal Jiménez de Cisneros.
Més endavant, al segle xviii, la Il·lustració va influir en diversos cercles de catòlics francesos, belgues, alemanys i holandesos, constituint doctrines (regalisme, gal·licanisme, molinisme, febronianisme i josefisme, entre d'altres) que exaltaven l'individualisme i la racionalització de les concepcions i expressions religioses (lliure albir, moral austera, rebuig a les pràctiques barroques) igual que una modificació de l'organització religiosa, en donar suport als intents de creació d'esglésies nacionals.

### Posició de l'Església en alguns temes de bioètica
- Posició contrària a l'avortament: L'avortament provocat és considerat, per l'Església catòlica, l'assassinat d'un ésser humà innocent (ja que consideren que l'ou o zigot ja és un ésser humà des del mateix moment de la concepció). Es basa en el dret inalienable de tot individu humà innocent a la vida. Considera la cooperació formal a un avortament com una falta greu sancionada amb pena canònica d'excomunió.[61]
- L'eutanàsia no és acceptada perquè, segons l'Església catòlica, Déu té l'exclusiu dret sobre la vida de l'ésser humà per sobre del que aquest té sobre si mateix.
- Oposició a l'ús de mètodes anticonceptius: es basa en el concepte de sexualitat que té l'Església catòlica, per la qual la sexualitat és alhora expressió d'«amor i unió», d'una banda, i força de «procreació», de l'altre. Els dos aspectes, segons l'Església catòlica, no es poden separar l'un de l'altre. L'Església acceptaria, si són usats correctament, el mètode de Billings i el mètode Ogino-Knaus.
- Oposició a la clonació i a la fecundació in vitro: atès que per aconseguir un sol fetus viable s'han de descartar molts altres que no compleixen els requisits de viabilitat, l'Església catòlica és contrària a aquestes pràctiques, és a dir, considera que la fecundació s'hauria de produir en un context d'amor i dins de les relacions entre els esposos.

## Pederàstia a l'Església Catòlica
L'Església Catòlica, sacsejada per escàndols sexuals de nens, està treballant per erradicar la pràctica entre els seus sacerdots. El 2 de febrer de 1961 el Vaticà va emetre un document, "Instrucció sobre l'acurada selecció i formació de candidats per als estats de perfecció i de les Sagrades Ordres", llevant del sacerdoci a qualsevol persona que tingui "la perversa inclinació a l'homosexualitat o la pederàstia."
Els casos d'abusos sexuals comesos per membres de l'Església catòlica són una sèrie d'acusacions, investigacions, judicis i condemnes de crims d'abusos sexuals contra infants comesos per preveres, monges i membres d'ordes catòlics contra nens i joves.

### Les víctimes
Els nens i joves víctimes dels abusos, alguns des dels 3 anys, i amb la majoria comesos contra nens d'entre 11 i 14 anys. Molts d'aquests casos s'han desenvolupat durant dècades i s'han escolat molts anys des que l'abús es va cometre. Algunes acusacions s'han realitzat també contra membres de la jerarquia de l'Església Catòlica que no informà de les acusacions d'abusos sexuals a les autoritats legals; sinó que es limitaren a traslladar els preveres abusadors a altres parròquies, on els abusos continuaren. Això ha comportat diversos casos de frau, on l'Església ha estat acusada de menystenir les víctimes traslladant deliberadament els preveres acusats d'abusos, en comptes de retirar-los dels seus càrrecs. Aquesta actitud va canviar, però, amb l'arribada a la Ciutat del Vaticà de l'argentí Papa Francesc, l'any 2013. Semblava ben decidit a no negar ni amagar més els pecats que es donen en el si de la institució que representa, i que cometen aquells que precisament haurien de ser exemple de bon comportament. Públicament, va entonar el mea culpa, i va demanar perdó. I ja en el 2016 es manté ferm en el compromís a anar fins al final per acabar amb els abusos sexuals a menors. Una mena de nou protocol obliga els bisbes a prendre mesures, eclesiàstiques i penals davant del descobriment de qualsevol cas de pederàstia. Malgrat que aquest crim ha estat reiteradament afrontat pel Papa, encara hi ha qui pensa que Francesc no s'ha implicat prou en la lluita contra la pederàstia, com el teòleg Vito Mancuso i altres observadors de l'ala liberal. Entrevistat per la premsa italiana, Mancuso va dir que “el problema d'aquest pontificat és que la radicalitat dels gestos no es correspon amb la del govern”, i va assenyalar que “la fortíssima popularitat de Francesc, sobretot en el primer període, hauria pogut permetre decisions de més coratge”,

### Cobertura mediàtica
Els casos han rebut una atenció significativa dels mitjans arreu del món, especialment al Canadà, a Irlanda i als Estats Units. En resposta a aquesta cobertura mediàtica, membres de la jerarquia de l'Església han afirmat que la cobertura dels mitjans ha estat excessiva i desproporcionada. D'acord amb un estudi del Pew Research Center, la cobertura dels mitjans principalment emanà dels Estats Units el 2002, quan el Boston Globe començà una investigació crítica. Pel 2010 la major part de la informació se centrà en els abusos a Europa. Des de 2001 a 2010, la Santa Seu ha considerat que les acusacions d'abusos sexuals relatives a uns 3.000 preveres poden retrocedir fins a 50 anys, d'acord amb el Promotor de Justícia vaticà. Els casos arreu del món mostren models d'abusos continuats des de molt temps i la cobertura dels informes. Els funcionaris diocesans i acadèmics diuen que els abusos sexuals per part del clergat generalment no es discuteix, i que és difícil de mesurar. A les Filipines, on un 85% de la població és catòlica, les denúncies d'abusos a menors per part de capellans seguí l'informe dels Estats Units el 2002.
La recerca i l'opinió dels experts el 2010 indicà que les proves no senyalaven que els homes pertanyents a l'Església Catòlica fossin més propensos que els altres a cometre abusos, i indicà que la prevalència dels abusos per part de capellans havia caigut significativament en els darrers 20 o 30 anys.